# Gong Rao
Der Gong Rao (in Thai ฆ้องราว) ist ein Schlaginstrument aus der Gruppe der Idiophone und wird im südlichen Isan – also der Nordostregion von Thailand – gespielt.
Er besteht aus neun gegossenen Gongkesseln verschiedener Größe, die in einer Reihe von groß nach klein an einer Lederpeitsche oder einem Rattangerüst aufgehängt werden. Der Spieler benutzt einen hölzernen Schlegel.
Der Gong Rao wird innerhalb eines Tum-Mong-Ensembles während Begräbnisfeierlichkeiten gespielt.